# Cigan - Čarovnik
Cigan - Čarovnik je burka, ki jo je ustvaril Janez Evangelist Krek.
To naj bi bila po besedah raziskovalcev prva Krekova igra. Prvič je bila natisnjena šele v njegovih Zbranih spisih II leta 1927. Igrali pa so jo leta 1897.
Komični vsebini je Krek dodal še vzgojno noto, kaže pa se tudi njegova politična usmerjenost in kritika družbe.

## Osebe
- Graha, kmet
- Luka, njegov sin
- Lokar, kmet
- Lenart, njegov sin
- Pavle, Graharjev nečak
- Lazar, kmet
- Jurij, Janez, Gašpar, kmečki fantje
- Miško, cigan

## Obnova

### 1. dejanje
V nedeljo popoldne se Grahar in Lokar menita o svojih težavah. Prvega skrbi nečak Pavle, ki je pretepač, da se ga vsi boje, drugega sin Lenart, faliran študent, ki je lenuh in samo no to misli, kako bi s pomočjo čarovnij, zvezd ali loterije zlahka prišel do denarja. Fantovski druščini delata sramoto, zato fantje sklenejo, da jima dajo trd nauk, za sodelavca pa pridobijo zvitega cigana Miška. Miško prepriča neumnega Lenarta, naj se našemljen v nevidnega vtihotapi v fantovsko druščino, tako bo premagal planet Jupiter in postal brezmejno bogat; Pavleta pa, da mora s čarovno kroglo v ustih po vseh hišah v vasi, s tem da se bo znebil uroka in dosegel, da mu bo Lazar dal hčer za ženo.

### 2. dejanje
Lenart zvesto izpolni, kar mu je naročil Miško in »neviden« sliši marsikaj krepkega na račun svoje neumnosti in lenobe. Podobno se godi Pavletu, vaščani izrabijo njegov molk in mu izdatno berejo levite. Fanta to, kar sta zvedela o sebi, tako pretrese, da ju navda trdna volja po poboljšanju. Ko to vidi Lazar, se na prigovarjanje fantov omehča in privoli v poroko Pavleta in svoje hčere Lize. Vsi se pobotajo, cigan vesel pospravi svoj zaslužek, Gašpar pa pri priči zloži novo pesem na »čarovnije«: bogastvo dajeta le vernost in pridnost, krotkost in modrost pa možu veljavo in čast. Iz šale se bo v dveh hišah rodilo novo, lepo življenje.